# Daniel Podrzycki
Daniel Tomasz Podrzycki (Siemianowice Śląskie, 14 de junio de 1963 – Sosnowiec, 24 de septiembre de 2005) fue un político y sindicalista socialista polaco, fundador del Partido Polaco del Trabajo. 
Sus actividades comenzaron con la participación en los círculos estudiantiles ilegales de Varsovia, que aparecieron a finales de los años 70 y estaban orientados inicialmente por el disidente Comité de Defensa de los Trabajadores (Komitet Obrony Robotnikow) y posteriormente por el movimiento sindical independiente Solidaridad (Solidarność). Debido a su participación activa en estas organizaciones, Podrzycki fue arrestado en dos ocasiones por la policía secreta y condenado por actividades antigubernamentales en la entonces República Popular de Polonia. 
Tras la caída del régimen comunista, Podrzycki participó en el sindicato Solidaridad 80, escindido de Solidaridad por su oposición a la aplicación de las reformas introductorias del capitalismo. En 1993, Podrzycki, junto a una parte del nuevo sindicato, encabezó una nueva escisión, que formó WZZ Agosto 80-Confederación, tras la colaboración de la anterior central en las políticas neoliberales. WZZ Agosto 80 adquirió notoriedad en 1993 y 1994 por protagonizar masivas huelgas en diversas instalaciones industriales de la zona sudoriental del país, opuestas a las privatizaciones. En 1997-1999 sus acciones se tornaron en más radicales. Bajo iniciativa de Podrzycki, el sindicato protagonizó piquetes, manifestaciones, huelgas de hambre y ocupaciones de edificios administrativos. A partir de WZZ Agosto 80 estableció la base para la iniciativa política Movimiento de Alternativa Pública (Ruch Spoleczny Alternatywa, RSA) de cara a las elecciones legislativas de 2001. Tras el fracaso electoral decidió abandonar el desacreditado proyecto. Como resultado de la desaparición de RSA, se promovió un nuevo proyecto, Alternativa-Partido del Trabajo (Alternatywa-Partia Pracy, APP). Sin embargo, Podrzycki de nuevo sufrió fracasos en las elecciones municipales y en las elecciones al Parlamento Europeo. Como consecuencia, un año antes de las legislativas de 2005 la formación fue refundada en el Partido Polaco del Trabajo (Polska Partia Pracy, PPP).
En julio de 2005, Podrzycki inició contactos con varias fuerzas políticas de la izquierda de cara a la participación en las elecciones legislativas en un bloque unitario. El 24 de septiembre falleció en accidente de tráfico en el sur de Polonia, un día antes de la celebración de los comicios y dos semanas antes de las presidenciales, donde era candidato. Fue sustituido al frente de WZZ Agosto 80 y del PPP por Bogusław Ziętek.